# Uruçu-boca-de-renda
Melipona seminigra (nomes populares: uruçu-boca-de-renda e uruçu-preta) é uma abelha social da tribo dos meliponíneos.